# Pierre Schaeffer
Pierre Schaeffer (ur. 14 sierpnia 1910 w Nancy, zm. 19 sierpnia 1995 w Aix-en-Provence) – francuski kompozytor, twórca muzyki konkretnej. Zmarł z powodu choroby Alzheimera.
Był jednym z autorów audycji radiowej Concert de bruits (Koncert szumów) wyemitowanej 5 października 1948 roku w radiu francuskim. Ta data uważana jest za symboliczny początek muzyki elektroakustycznej.
Schaeffer udzielał się również jako literat. Był autorem pozycji beletrystycznych: powieści, nowel oraz sztuk teatralnych
Przymiotnik „konkretna” w odniesieniu do komponowanej przez siebie muzyki Schaeffer objaśnia w następujący sposób:

Schemat próbuje przedstawić dwa rodzaje muzyki z punktu widzenia symetrii postępowania:
Muzyka dotychczasowa
faza I – koncepcja (pomysł)
faza II – wyrażenia (zapis)
faza III – wykonanie (instrumentalne)
(od abstrakcji do konkretu)
Muzyka nowa (konkretna)
faza III – kompozycja (materialna)
faza II – próby (eksperymentalne)
faza I – materiał (produkcja)
(od konkretu do abstrakcji)

Przymiotnik „abstrakcyjna” zastosowany do muzyki tradycyjnej podkreśla, że powstaje ona najpierw w umyśle tworzącego, później jest zapisywana, a na koniec realizowana poprzez wykonanie instrumentalne. Muzyka „konkretna” opiera się na elementach istniejących uprzednio, zaczerpniętych z jakiegokolwiek materiału dźwiękowego: szmeru lub dźwięku muzycznego, potem jest komponowana eksperymentalnie za pomocą montażu, będącego wynikiem kolejnych prób, a kompozycja końcowa wynikła z tych prób realizowana jest bez potrzeby opierania się o tradycyjną notację muzyczną, która w tym przypadku jest zresztą niemożliwa do zastosowania.